# Tchouang-tseu
Cet article traite du penseur. Pour l'ouvrage de même nom qui lui est attribué, voir Zhuangzi (livre).
Tchouang-tseu ou Zhuangzi (chinois traditionnel : 莊子 ; chinois simplifié : 庄子 ; pinyin : zhuāngzǐ ; EFEO : Tchouang-tseu ; litt. « Maître Zhuang »), de son vrai nom Zhuāng Zhōu (莊周 / 庄周, Tchouang Tcheou), est un penseur chinois du IVe siècle av. J.-C. à qui l'on attribue la paternité d'un texte essentiel du taoïsme appelé de son nom — le Zhuangzi — ou encore le « Classique véritable de Nanhua », Nánhuá zhēnjīng.

## Personnage
Si Zhuāng Zhōu a réellement existé, on ne sait en tout cas que très peu de choses sur la personne de ce philosophe qui vécut à l'époque des Royaumes Combattants. Les Annales historiques de Sima Qian rapportent qu'il était originaire du district de Meng (蒙), probablement situé au Sud du fleuve Jaune, à proximité de la capitale de l’État de Song (宋国 / 宋國, sòngguó), près de l’actuelle Shangqiu au Henan. Elles placent sa vie à l'époque des rois Hui (zh) de Wèi (魏惠王, Wèihuìwáng) (389-319 av. J.-C.) et Xuān (zh) de Qí (齊宣王/齐宣王, Qíxuānwáng) (350-301 av. J.-C.), ce qui en ferait un contemporain de Mencius, mais ils semblent s’être ignorés. Le Zhuangzi présente le logicien Hui Shi (惠施) ou Huizi (惠子) (380-305 av. J.-C.) comme un ami de l’auteur.
Zhuāng Zhōu aurait occupé une charge administrative subalterne et refusé un poste de Premier ministre offert par le roi Wei de Chu (楚威王).
Il aurait terminé sa vie complètement retiré du monde, menant une vie nomade et proche du peuple.
Il est encore appelé « Zhuāng de Meng » (蒙莊), « le fonctionnaire de Meng » (蒙吏) ou « le vieillard de Meng (蒙叟) ».

## Ouvrage et pensée
La pensée de Zhuāng Zhōu nous est parvenue à travers le Zhuāngzǐ, un texte écrit en prose d'une grande qualité littéraire. La version actuelle, à laquelle ont contribué divers auteurs contemporains ou postérieurs, doit beaucoup à son principal éditeur, Guo Xiang, taoïste ayant vécu au IIIe siècle, et peut-être à un autre lettré, Xiàng Xiu (向秀). Guo Xiang n'a conservé que trente-trois chapitres sur les cinquante-deux de l’époque Han, ayant écarté ceux qu’ils jugeait de mauvaise qualité ou d’origine douteuse. Il en a mis en tête sept qu’il considérait comme particulièrement importants, attribués à Zhuāng Zhōu en personne, qui constituent les « chapitres internes » nèipiān (內篇/内篇). Suivent quinze « chapitres externes » wàipiān (外篇) puis onze « chapitres divers » zápiān (雜篇/杂篇) d’auteurs divers. On pense qu’il a remplacé le style poétique d’origine par sa prose. Dans les gloses qui consistent essentiellement en interpolations, il expose sa lecture de l’ouvrage.
Le livre est aussi connu comme « Vrai Classique de Nanhua » (Nánhuá zhēnjīng 南華眞經/南华真经), nom attribué en 742 lorsque l’empereur Xuanzong des Tang nomma Zhuāng Zhōu « Immortel de Nanhua » (南華真人), du nom des monts du Hunan où l'on disait qu’il s’était réfugié à la fin de sa vie.

#### Texte original
- Zhuangzi 莊子, Zhuangzi jinzhu jishi 莊子今注今釋, texte établi par Chen Guying 陳鼓應, Beijing, Zhonghua shuju chubanshe « Zhongguo Gudian Mingzhe Yizhu Congshu » 中華書局出版社 « 中國古典名著譯注叢書 », 1983 et 2006.

#### Traductions
- Zhuangzi 莊子,L’Éternelle Sagesse du Tao - Le rire de Tchouang-Tseu, textes traduits par Stephen Mitchell, Synchronique Éditions, Paris, octobre 2011
- Zhuangzi 莊子,Le Deuxième Livre du Tao - Le Rire de Tchouang Tseu, textes traduits par Stephen Mitchell, Synchronique Éditions, Paris, juin 2010
- Zhuangzi 莊子,Le Rêve du papillon - Tchouang-Tseu, traduction de Jean-Jacques Lafitte, éditions Albin Michel (Spiritualités vivantes), Paris, 1994 / Albin Michel (Spiritualités vivantes poche), Paris, 2008.
- Zhuangzi 莊子,Aphorismes et paraboles, Albin Michel, coll. Spiritualités vivantes, 2005
- Zhuangzi 莊子, Zhuangzi jishi 莊子集釋, texte établi par Guo Qingfan 郭慶藩, Beijing, Zhonghua shuju chubanshe « Xinbian zhuzi jicheng » 中華書局出版社 « 新編諸子集成 », 1961 et 2004.
- Zhuangzi 莊子, Œuvre complète, trad. fr. Liou K., Paris, Gallimard / Unesco « Connaissance de l'Orient », 1969.
- Zhuangzi 莊子, Les chapitres intérieurs, trad. fr. J.-C. Pastor, Paris, Les Éditions du Cerf « Patrimoines : taoïsme », 1990.
- Zhuangzi 莊子, Les Œuvres de Maître Tchouang, trad. fr. Jean Levi, Paris, Éditions de l'Encyclopédie des Nuisances, 2006.
- Zhuangzi 莊子, Zhuangzi, trad. it. Leonardo Vittorio Arena, Milan, Rizzoli, 2009.
- Zhuangzi 莊子, The complete works of Chuang Tzu, trad. ang. B. Watson, New York,Columbian University Press, 1968.
- Zhuangzi 莊子, Chuang-Tzu : the inner chapters, trad. ang. A. C. Graham, Indianapolis, Hackett Publishing Company, 2001 (London / Boston, Allen & Unwin, 1981).

#### Essais sur Zhuāng Zǐ
: document utilisé comme source pour la rédaction de cet article.
- Jean Levi, Propos intempestifs sur le Tchouang-tseu, Paris, Allia, 2003, 3e éd., 176 p. (ISBN 979-10-304-0149-3)
- Jean François Billeter
  - Leçons sur Tchouang-tseu, Allia (Petite collection), Paris, 2002. (extrait en ligne)
  - Études sur Tchouang-tseu, Allia, Paris, 2004.
  - Notes sur Tchouang-Tseu et la philosophie, Allia, Paris, 2010.
- Kim Soun-Gui, Montagne c'est la mer : Tchouang-tseu et Wittgenstein, La Souterraine/Main courante, 2003.
- Romain Graziani, Fictions philosophiques du « Tchouang-tseu », Gallimard (L'Infini), Paris, 2006.
- Charles Juliet, Sagesse et blessures - Réflexions sur l'Ecclésiaste et Tchouang-Tseu, Bayard, Montrouge, 2009.
- Patrick Rambaud, Le Maître, Grasset, Paris, 2015.